# Filip Manojlović
Filip Manojlović (in serbo Филип Манојловић?; Belgrado, 25 aprile 1996) è un calciatore serbo, portiere del Djurgården.

## Carriera

### Club
Nato a Belgrado, Manojlović inizia a giocare con il Radnički Belgrado prima di passare al settore giovanile della Stella Rossa, completando tutte le categorie giovanili. Nel 2014-15 viene prestato al Sopot, giocando 22 partite nella Srpska liga Beograd come giocatore "bonus", cioè come giovane under 20 obbligatorio per regolamento nelle formazioni titolari. La stagione successiva viene prestato al Bežanija per accumulare esperienza professionistica. Nel 2016 gioca in prestito all’OFK Bačka con 7 presenze in Superliga.
Manojlović firma il primo contratto professionistico triennale con la Stella Rossa nel febbraio 2014. Nella stagione 2014-15 è quarto portiere e viene spesso girato in prestito. Torna alla Stella Rossa nel 2016, prolungando il contratto fino al 2020. Debutta ufficialmente il 17 settembre 2016 nel derby esterno contro il Partizan. Nella stagione totalizza 29 presenze tra campionato e coppe. Nel 2017 gioca la prima partita continentale in UEFA Europa League mantenendo la porta inviolata contro il Floriana. Dopo 4 presenze lascia il club nel luglio 2017.
Il 21 luglio 2017 passa in Spagna dove firma un contratto quadriennale con il Getafe, squadra militante nella La Liga. Poco più di un anno dopo viene ceduto in prestito alla formazione greca del Paniōnios.
Il 28 maggio 2020 il contratto con il Getafe viene rescisso, e Manojlović si trasferisce al San Sebastián de los Reyes, club militante nella terza divisione spagnola. Nell'agosto 2021 fa ritorno in patria firmando per il Spartak Subotica, squadra della Superliga serba.
Nell'agosto 2024 si trasferisce in Bosnia-Erzegovina per difendere la porta del Borac Banja Luka.
Il 25 marzo 2025, nell'ultimo giorno della finestra svedese di calciomercato, viene annunciato il suo approdo triennale al Djurgården, squadra che aveva da poco perso per un grave infortunio il portiere Malkolm Nilsson Säfqvist. Non essendo stato inserito nelle liste UEFA precedentemente consegnate, non ha potuto prendere parte alla restante parte della UEFA Conference League 2024-2025, competizione in cui la squadra stoccolmese ha raggiunto le semifinali poi perse contro il Chelsea.

### Nazionale
Nel 2015 è stato convocato dalla Nazionale serba Under-20 per i Mondiali Under-20, dove non è mai sceso in campo.
Il 29 gennaio 2017 ha esordito con la nazionale maggiore disputando da titolare l'amichevole pareggiata 0-0 contro gli Stati Uniti.

## Statistiche

### Cronologia presenze e reti in nazionale
| Cronologia completa delle presenze e delle reti in nazionale ― Serbia | Cronologia completa delle presenze e delle reti in nazionale ― Serbia | Cronologia completa delle presenze e delle reti in nazionale ― Serbia | Cronologia completa delle presenze e delle reti in nazionale ― Serbia | Cronologia completa delle presenze e delle reti in nazionale ― Serbia | Cronologia completa delle presenze e delle reti in nazionale ― Serbia | Cronologia completa delle presenze e delle reti in nazionale ― Serbia | Cronologia completa delle presenze e delle reti in nazionale ― Serbia |
| Data                                                                  | Città                                                                 | In casa                                                               | Risultato                                                             | Ospiti                                                                | Competizione                                                          | Reti                                                                  | Note                                                                  |
| --------------------------------------------------------------------- | --------------------------------------------------------------------- | --------------------------------------------------------------------- | --------------------------------------------------------------------- | --------------------------------------------------------------------- | --------------------------------------------------------------------- | --------------------------------------------------------------------- | --------------------------------------------------------------------- |
| 29-1-2017                                                             | San Diego                                                             | Stati Uniti                                                           | 0 – 0                                                                 | Serbia                                                                | Amichevole                                                            | -                                                                     |                                                                       |
| Totale                                                                |                                                                       | Presenze                                                              | 1                                                                     |                                                                       | Reti                                                                  | -0                                                                    |                                                                       |

## Palmarès

### Club

#### Competizioni nazionali
- Campionato serbo: 1

Stella Rossa: 2015-2016

### Nazionale
- Campionato mondiale di calcio Under-20: 1

Nuova Zelanda 2015